# Sphaerodactylus caicosensis
Sphaerodactylus caicosensis este o specie de șopârle din genul Sphaerodactylus, familia Gekkonidae, descrisă de Cochran 1934. Conform Catalogue of Life specia Sphaerodactylus caicosensis nu are subspecii cunoscute.